# Tábor, Soběslav, Pelhřimov, Kamenice nad Lipou (volební obvod Českého zemského sněmu)
Tábor, Soběslav, Pelhřimov, Kamenice nad Lipou byl volební okres pro volby do Českého zemského sněmu. V rámci kuriového volebního systému se jednalo o skupinu měst a průmyslových míst, volili v ní tedy voliči z měst Tábor, Soběslav, Pelhřimov a Kamenice nad Lipou. Volební okres byl zřízen s ustavením voleného sněmu v roce 1861 a definitivně zanikl se vznikem Československa roku 1918.

## Charakteristika okresu
| Rok          | 1867 | 1872 | 1883  | 1901  | 1908  |
| ------------ | ---- | ---- | ----- | ----- | ----- |
| Počet voličů | 779  | 427  | 1 189 | 1 901 | 2 549 |

Volební právo bylo po celou dobu existence okresu omezené podle daňového cenzu, volit mohli pouze občané daných měst platící alespoň 5 zlatých přímých daní. Volební řád nespecifikoval pohlaví oprávněných voličů, v praxi však úřady k volbám připouštěly pouze muže. Pro příklad omezeného volebního práva je možno uvést situaci ze zemských voleb 1883, kdy bylo v Táboře 565 oprávněných voličů, ačkoli v té době (1880) ve městě žilo přes 11 tisíc obyvatel.
Z politického hlediska měli ve městě silné postavení staročeši, a to až do zemských voleb roku 1895, kdy je v pozici dominantní strany (stejně jako ve zbytku království) vystřídali mladočeši. Vzhledem k nepatrnému procentu německé populace ve volbách neprobíhaly národnostní souboje, etnicky německý kandidát se o mandát v historii okresu ani jednou neucházel. Staročeští, resp. mladočeští kandidáti navíc většinou neměli relevantního soupeře a získávali velkou většinu hlasů (často přes 90 %). S nejmenším náskokem 26,8 % vyhrál roku 1889 Emanuel Zeis.

## Poslanci
| Poslanec    | Poslanec        | Strana    | Volby      |
| ----------- | --------------- | --------- | ---------- |
|             | Josef Hamerník  | staročeši | 1861       |
|             | Václav Křížek   | staročeši | 1867 leden |
| 1867 březen | Václav Křížek   | staročeši |            |
|             | Miroslav Tyrš   | staročeši | 1869 dopl. |
| 1872        | Miroslav Tyrš   | staročeši |            |
|             | Moric Schöne    | staročeši | 1874 dopl. |
| 1878        | Moric Schöne    | staročeši |            |
| 1883        | Moric Schöne    | staročeši |            |
|             | Emanuel Zeis    | staročeši | 1884 dopl. |
| 1889        | Emanuel Zeis    | staročeši |            |
|             | Josef Brdlík    | mladočeši | 1890 dopl. |
| 1895        | Josef Brdlík    | mladočeši |            |
|             | Alois Kotrbelec | mladočeši | 1901       |
| 1908        | Alois Kotrbelec | mladočeši |            |

## Volby

### Volby 1908[4]
Ve volbách 1908 se proti dosavadními poslanci Aloisi Kotrbelcovi postavil advokát Otakar Hübschmann, zastupující Českou stranu národně sociální, a úředník František Hnátek za sociální demokracii. Ač Kotrbelec mandát jasně obhájil, obdržel o 38% hlasů méně než v minulých volbách. V Táboře, Soběslavi a Pelhřimově vyhrál Kotrbelec, v Kamenici nad Lipou advokát Hübschmann.
| Zemské volby 1908        |                          |                          |       |      |       |
| Kandidát                 | Kandidát                 | Strana                   | Hlasy | %    | ±%    |
|                          | Alois Kotrbelec          | Mladočeši                | 1 126 | 58,7 | -37,4 |
|                          | Otakar Hübschmann        | Národní sociálové        | 605   | 31,5 |       |
|                          | František Hnátek         | Sociální demokraté       | 169   | 8,8  | +6,1  |
|                          | roztříštěné hlasy        | roztříštěné hlasy        | 19    | 1,0  |       |
| neplatné a prázdné hlasy | neplatné a prázdné hlasy | neplatné a prázdné hlasy | 40    | 2,0  |       |
| Celkem/účast             | Celkem/účast             | Celkem/účast             | 1 959 | 76,9 | +39,7 |
|                          | Mladočeši obhájili       | Mladočeši obhájili       | ±     |      |       |

### Volby 1901[5]
Ve volbách 1901 vystřídal Josefa Brdlíka na postu poslance táborský starosta a advokát Alois Kotrbelec. Oba dva členové mladočeské strany. Kotrbelec získal obrovskou většinu 97% hlasů. Proti němu kandidoval pražský administrátor František Toužil za sociální demokracii.
| Zemské volby 1901        |                          |                          |       |      |      |
| Kandidát                 | Kandidát                 | Strana                   | Hlasy | %    | ±%   |
|                          | Alois Kotrbelec          | Mladočeši                | 672   | 96,1 | -2,3 |
|                          | František Toužil         | Sociální demokraté       | 19    | 2,7  |      |
|                          | roztříštěné hlasy        | roztříštěné hlasy        | 8     | 1,1  |      |
| neplatné a prázdné hlasy | neplatné a prázdné hlasy | neplatné a prázdné hlasy | 8     | 1,1  |      |
| Celkem/účast             | Celkem/účast             | Celkem/účast             | 707   | 37,2 | +4,1 |
|                          | Mladočeši obhájili       | Mladočeši obhájili       | ±     |      |      |

### Volby 1895[6]
V zemských volbách 1895 byl bez protikandidáta znovuzvolen poslancem mladočech Josef Brdlík.
| Zemské volby 1895        |                          |                          |       |      |       |
| Kandidát                 | Kandidát                 | Strana                   | Hlasy | %    | ±%    |
|                          | Josef Brdlík             | Mladočeši                | 660   | 98,4 | +33,6 |
|                          | roztříštěné hlasy        | roztříštěné hlasy        | 11    | 1,6  |       |
| neplatné a prázdné hlasy | neplatné a prázdné hlasy | neplatné a prázdné hlasy | 39    | 5,5  |       |
| Celkem                   | Celkem                   | Celkem                   | 710   | 33,1 |       |
|                          | Mladočeši obhájili       | Mladočeši obhájili       | ±     |      |       |

### Doplňovací volby 1890[7]
Po rezignaci Emanuela Zeise byl zvolen Josef Brdlík za mladočeskou stranu. Brdlík byl továrníkem z Žirovnice a starostou okresního zastupitelstva v Počátkách. Ten porazil staročeského kandidáta, táborského statkáře a hostinského Jana Suchomela. Táborský volební obvod tak přešel od staročechů k mladočechům.
| Doplňovací zemské volby 1890 |                                 |                                 |       |      |       |
| Kandidát                     | Kandidát                        | Strana                          | Hlasy | %    | ±%    |
|                              | Josef Brdlík                    | Mladočeši                       | 730   | 64,8 | +28,2 |
|                              | Jan Suchomel                    | Staročeši                       | 392   | 34,8 | -28,6 |
|                              | roztříštěné hlasy               | roztříštěné hlasy               | 5     | 0,4  |       |
| neplatné a prázdné hlasy     | neplatné a prázdné hlasy        | neplatné a prázdné hlasy        | 2     | 0,2  |       |
| Celkem                       | Celkem                          | Celkem                          | 1 129 |      |       |
|                              | Mladočeši získali od staročechů | Mladočeši získali od staročechů | ±     |      |       |

### Volby 1889[6]
Volby v roce 1889 jasně vyhrál táborský starosta Emanuel Zeis, který porazil mladočeského kandidáta profesora Čihaře. Národní listy i táborský list mladočechů Tábor se zmiňují o „nepěkné agitaci“ ze strany staročechů.
| Zemské volby 1889        |                          |                          |       |      |       |
| Kandidát                 | Kandidát                 | Strana                   | Hlasy | %    | ±%    |
|                          | Emanuel Zeis             | Staročeši                | 831   | 63,4 | -31,1 |
|                          | Bartoloměj Čihař         | Mladočeši                | 480   | 36,6 |       |
| neplatné a prázdné hlasy | neplatné a prázdné hlasy | neplatné a prázdné hlasy | 9     | 0,7  |       |
| Celkem                   | Celkem                   | Celkem                   | 1 320 |      |       |
|                          | Staročeši obhájili       | Staročeši obhájili       | ±     |      |       |

### Doplňovací volby 1884[9]
Po úmrtí poslance Morice Schöneho se 23. srpna 1884 konala doplňovací volba. Zvítězil v ní Emanuel Zeis za staročeskou stranu, proti němu kandidovali profesor Hynek Jaroslav Mejsnar a ředitel Václav Petrů.
| Doplňovací zemské volby 1884 |                          |                          |       |      |       |
| Kandidát                     | Kandidát                 | Strana                   | Hlasy | %    | ±%    |
|                              | Emanuel Zeis             | Staročeši                | 515   | 93,5 | +0,2  |
|                              | Hynek Mejsnar            | nezávislý                | 28    | 5,1  | -1,3  |
|                              | Václav Petrů             | nezávislý                | 6     | 1,1  | +0,7  |
|                              | Karel Fried              | nezávislý                | 1     | 0,2  |       |
|                              | Karel Preininger         | nezávislý                | 1     | 0,2  |       |
| neplatné a prázdné hlasy     | neplatné a prázdné hlasy | neplatné a prázdné hlasy | 4     | 0,7  |       |
| Celkem/účast                 | Celkem/účast             | Celkem/účast             | 555   | 49,1 | -10,1 |
|                              | Staročeši obhájili       | Staročeši obhájili       | ±     |      |       |

### Volby 1883[3]
V zemských volbách 1883 mandát obhájil táborský starosta Moric Schöne za staročeskou stranu. Získal velkou většinu; proti němu se postavili místní gymnaziální profesor Hynek Jaroslav Mejsnar a ředitel pelhřimovského gymnázia Václav Petrů.
| Zemské volby 1883        |                          |                          |       |      |       |
| Kandidát                 | Kandidát                 | Strana                   | Hlasy | %    | ±%    |
|                          | Moric Schöne             | Staročeši                | 644   | 93,3 | +15,7 |
|                          | Hynek Mejsnar            | nezávislý                | 44    | 6,4  |       |
|                          | Václav Petrů             | nezávislý                | 3     | 0,4  |       |
| neplatné a prázdné hlasy | neplatné a prázdné hlasy | neplatné a prázdné hlasy | 13    | 1,9  |       |
| Celkem/účast             | Celkem/účast             | Celkem/účast             | 704   | 59,2 |       |
|                          | Staročeši obhájili       | Staročeši obhájili       | ±     |      |       |

### Volby 1878[10]
V zemských volbách roku 1878 byl zvolen staročeský kandidát, starosta Tábora Moric Schöne. Proti němu kandidoval c. a k. zemský rada doktor Pokorný.
| Zemské volby 1878        |                          |                          |       |      |      |
| Kandidát                 | Kandidát                 | Strana                   | Hlasy | %    | ±%   |
|                          | Moric Schöne             | Staročeši                | 492   | 77,6 | -4,8 |
|                          | Bedřich Pokorný          | nezávislý                | 142   | 22,4 | +4,8 |
| neplatné a prázdné hlasy | neplatné a prázdné hlasy | neplatné a prázdné hlasy | 15    | 2,4  |      |
| Celkem                   | Celkem                   | Celkem                   | 649   |      |      |
|                          | Staročeši obhájili       | Staročeši obhájili       | ±     |      |      |

### Doplňovací volby 1874[12]
V doplňovacích zemských volbách roku 1874 byl zvolen staročech, starosta Tábora Moric Schöne. Proti němu kandidoval zemský rada doktor Pokorný.
| Doplňovací zemské volby 1874 |                    |                    |       |      |      |
| Kandidát                     | Kandidát           | Strana             | Hlasy | %    | ±%   |
|                              | Moric Schöne       | Staročeši          | 420   | 82,4 | -4,4 |
|                              | Bedřich Pokorný    | nezávislý          | 77    | 15,1 | +6,1 |
|                              | roztříštěné hlasy  | roztříštěné hlasy  | 13    | 2,5  |      |
| Celkem                       | Celkem             | Celkem             | 510   |      |      |
|                              | Staročeši obhájili | Staročeši obhájili | ±     |      |      |

### Volby 1872[13]
Zemské volby 1872 vyhrál v táborském volebním okresu Miroslav Tyrš z Prahy, zakladatel tělovýchovného spolku Sokol. Jasně porazil své protivníky hlavního c. a k. zemského radu doktora Pokorného a c. a k. zemského radu Smrčku.
| Zemské volby 1872 |                    |                    |       |      |      |
| Kandidát          | Kandidát           | Strana             | Hlasy | %    | ±%   |
|                   | Miroslav Tyrš      | Staročeši          | 580   | 91,9 | +9,0 |
|                   | Bedřich Pokorný    | nezávislý          | 28    | 4,4  | +2,6 |
|                   | Smrčka             | nezávislý          | 13    | 2,1  |      |
|                   | roztříštěné hlasy  | roztříštěné hlasy  | 10    | 1,6  |      |
| Celkem/účast      | Celkem/účast       | Celkem/účast       | 631   | 72,1 |      |
|                   | Staročeši obhájili | Staročeši obhájili | ±     |      |      |

### Doplňovací volby 1869[15]
Poté, co byli čeští poslanci zbaveni mandátu kvůli abscentionistické politice, byly na jejich místa vyhlášeny doplňovací volby, které v městské kurii včetně Tábora proběhly 24. září 1869. Dosavadní poslanec Václav Křížek již nekandidoval, staročeská strana v táborském volebním okresu postavila Miroslava Tyrše z Prahy. S přehledem vyhrál nad vládním kandidátem doktorem Augustem Lavantem i nad c. a k. zemským radou doktorem Pokorným.
| Doplňovací zemské volby 1869 |                    |                    |       |      |       |
| Kandidát                     | Kandidát           | Strana             | Hlasy | %    | ±%    |
|                              | Miroslav Tyrš      | Staročeši          | 417   | 82,9 | -17,1 |
|                              | August Lavante     | nezávislý          | 77    | 15,3 |       |
|                              | Bedřich Pokorný    | nezávislý          | 9     | 1,8  |       |
| Celkem/účast                 | Celkem/účast       | Celkem/účast       | 503   |      |       |
|                              | Staročeši obhájili | Staročeši obhájili | ±     |      |       |

### Volby 1867 (březen)[16]
V zemských volbách v březnu 1867 obhájil post poslance jako jediný kandidát ředitel táborské reálky Václav Křížek za Národní stranu.
| Zemské volby v lednu 1867 |                    |                    |       |      |      |
| Kandidát                  | Kandidát           | Strana             | Hlasy | %    | ±%   |
|                           | Václav Křížek      | Staročeši          | 364   | 99,7 | +0,3 |
|                           | roztříštěné hlasy  | roztříštěné hlasy  | 1     | 0,3  |      |
| Celkem/účast              | Celkem/účast       | Celkem/účast       | 365   | 46,1 | +6,4 |
|                           | Staročeši obhájili | Staročeši obhájili | ±     |      |      |

### Volby 1867 (leden)[18]
V zemských volbách v lednu 1867 byl jednomyslně zvolen poslancem ředitel táborské reálky staročech Václav Křížek.
| Zemské volby v lednu 1867 |                    |                    |       |      |       |
| Kandidát                  | Kandidát           | Strana             | Hlasy | %    | ±%    |
|                           | Václav Křížek      | Staročeši          | 307   | 99,4 | +24,6 |
|                           | roztříštěné hlasy  | roztříštěné hlasy  | 2     | 0,6  |       |
| Celkem/účast              | Celkem/účast       | Celkem/účast       | 309   | 39,7 |       |
|                           | Staročeši obhájili | Staročeši obhájili | ±     |      |       |

### Volby 1861[20]
V prvních zemských volbách roku 1861 byl zvolen poslancem bývalý člen Říšského sněmu Josef Hamerník, člen Národní strany.
| Zemské volby 1861 |                                |                                |       |      |    |
| Kandidát          | Kandidát                       | Strana                         | Hlasy | %    | ±% |
|                   | Josef Hamerník                 | Staročeši                      | 302   | 74,8 |    |
|                   | jiní kandidáti                 | jiní kandidáti                 | 102   | 25,5 |    |
| Celkem/účast      | Celkem/účast                   | Celkem/účast                   | 404   |      |    |
|                   | Staročeši získali (nový obvod) | Staročeši získali (nový obvod) | ±     |      |    |